# Muriel Sarkany
Muriel Sarkany (* 5. August 1974 in Brüssel) ist eine belgische Sportkletterin, die hauptsächlich in der Disziplin Lead (Schwierigkeitsklettern) erfolgreich ist. Sie ist mit insgesamt fünf Gesamtweltcuperfolgen eine der erfolgreichsten Wettkampfkletterinnen.

## Karriere

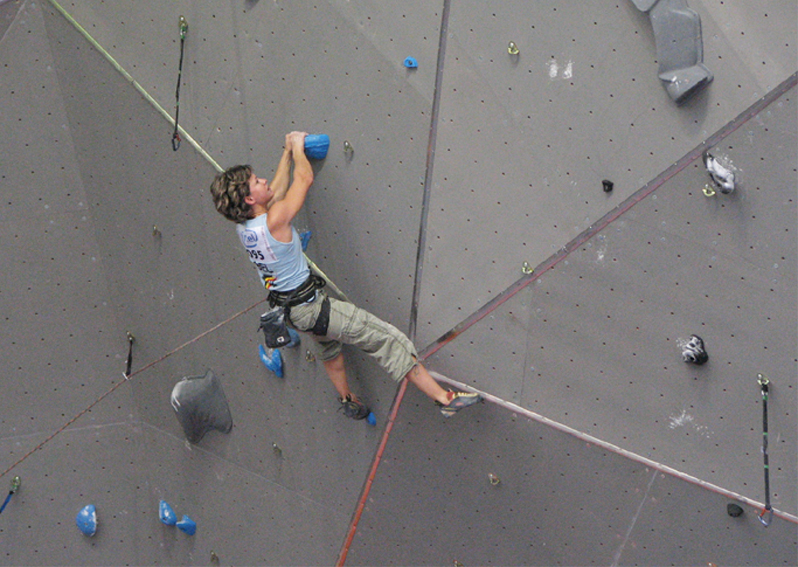
Muriel Sarkany beim Weltcup in Puurs 2007

Sarkany begann im Alter von 15 Jahren zu klettern, bereits 1992 konnte sie in Basel die Jugendweltmeisterschaft für sich entscheiden. Ab 1997 wurde sie eine der dominierenden Kletterinnen bei Leadwettkämpfen, wurde vier Mal Vizeweltmeisterin, gewann 1998 die Europameisterschaft sowie von 1999 bis 2001 drei Mal in Folge den prestigeträchtigen Rockmaster in Arco. Ihren größten Erfolg erreichte sie 2003 mit einem Sieg bei der Weltmeisterschaft in Chamonix, nachdem sie sich zuvor zweimal ihrer langjährigen Konkurrentin Liv Sansoz sowie einmal Martina Cufar hatte geschlagen geben müssen. Im Laufe ihrer Karriere konnte sie insgesamt mehr als 30 Wettkämpfe gewinnen, fünfmal wurde sie Erste in der Weltcupgesamtwertung.
Sarkany ist weltweit eine der wenigen Frauen, der Begehungen von Felsrouten bis zum Schwierigkeitsgrad 8c+ gelangen, außerdem konnte sie Routen bis zum Schwierigkeitsgrad 8a+ onsight klettern. Am 21. November 2013 konnte sie ihr Kletterniveau mit der Route Punt-X auf 9a steigern. Sie ist damit die fünfte Frau weltweit, der eine Rotpunktbegehung in diesem Grad gelang.

## Bedeutende Wettkampferfolge
- Weltmeisterin 2003 in Chamonix
- Vizeweltmeisterin
  - Paris 1997
  - Birmingham 1999 (GBR)
  - Winterthur 2001 (SUI)
  - Aviles 2007 (ESP)
- Europameisterin 1998 in Nürnberg
- Rockmaster 1999, 2000, 2001
- Weltcup:
  - Gesamtsieg 1997, 1999, 2001, 2002, 2003
  - Zweiter Platz Gesamtwertung: 1998, 2000, 2004
  - 20 Siege bei Tageswertungen